# 이샤 샤르바니

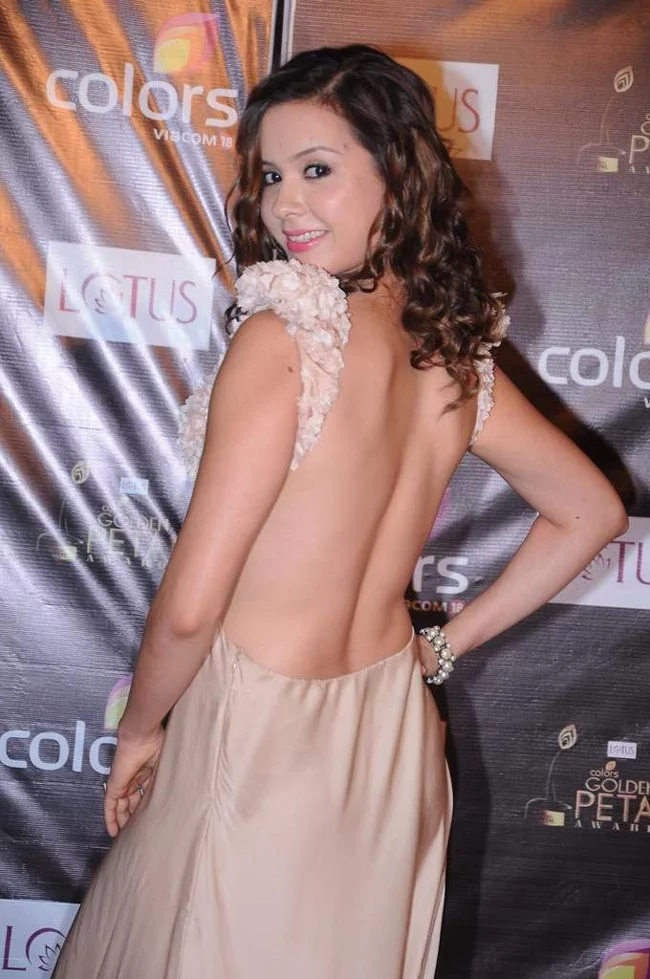

이샤 샤르바니(Isha Sharvani, 1984년 9월 29일 ~ )는 인도의 배우, 댄서이다.
구자라트주에서 태어났다.

## 영화
- 더블 배럴 (2015년)
- 데이비드 (2013년)
- 마트란 (2012년)
- 럭 바이 찬스 (2009년)
- 유 미 앤드 어스 (2008년)
- 굿 보이, 배드 보이 (2007년)
- 비욘드 러브 (2005년) - 럭스미 역

## 같이 보기
- 인도 영화 배우 목록